# Clube Atlético Douradense
Clube Atlético Douradense é um clube brasileiro de futebol sediado na cidade de Dourados, no estado de Mato Grosso do Sul. 

## História
O Clube Atlético Douradense foi um dos clubes mais expressivos de Dourados nos anos 80, colocando o futebol da cidade em evidência no estado. O Douradense já jogou a Série B do Campeonato Brasileiro de Futebol(1989),além disso,a equipe foi duas vezes vice-campeã do Campeonato Sul-Mato-Grossense, nos anos de 1984 e 1989.
Dario José dos Santos, o Dadá Maravilha, despediu-se do futebol em 1986 vestindo a camisa do Douradense.

## Campanhas de destaque

### Estaduais
- Vice-Campeonato Sul-Mato-Grossense: 2 (1984, 1989)